# Testo Yonqui
Testo Yonqui es un libro de autoteoría, del escritor y filósofo contemporáneo Paul B. Preciado, publicado por primera vez en español en 2008 (Espasa Calpe), luego en inglés en 2013 por The Feminist Press, traducido por Bruce Benderson. Narra la experiencia multifacética y liminal de Preciado al tomar una testosterona tópica llamada Testogel como un acto político y performativo, mientras trabajaba en París, Francia, además de entrelazar perspectivas sobre los productos farmacéuticos y la pornografía. El libro fue elegido por McKenzie Wark en una lista de los 11 mejores libros académicos de la década de 2010 de The Chronicle of Higher Education.

## Esquema y concepto
Preciado declara que Testo Yonqui es un "ensayo corporal", y escribe sobre su uso de la testosterona como una forma de deshacer el género inscrito en el cuerpo por la mercantilización capitalista y la movilización de la sexualidad y la reproducción, un proceso trascendente de la norma social esperada con la transición. Testo Yonqui es un homenaje al escritor francés Guillaume Dustan, un amigo gay cercano de Preciado que contrajo SIDA y murió de una sobredosis accidental de un medicamento que estaba tomando. En el libro, Preciado también procesa los cambios en su cuerpo debido a la testosterona a través de la lente de una relación romántica con su entonces amante, la escritora francesa Virginie Despentes, conocida como "VD".
El sexo y la sexualidad son un tema importante en el libro, ya que está diseñado para retomar el hilo que deja La historia de la sexualidad de Michel Foucault y los escritos de Judith Butler. Testo Yonqui es una historia política de las tecnologías reproductivas que incluye las píldoras anticonceptivas orales, la viagra, los medicamentos utilizados en el dopaje, la fluoxetina y la historia del uso clínico de testosterona y estrógeno, que se conectan con el propio uso de productos farmacéuticos por parte de Preciado, entre otras cosas. Se analiza la potentia gaudendi, la idea de que el cuerpo tiene un potencial inherente para el placer.

### Capitalismo farmacopornográfico
Preciado acuña en el libro el término era farmacopornográfica, un término basado en su idea de que la industria farmacéutica, la industria de la pornografía y el capitalismo tardío están integrados en su responsabilidad con los ciclos de control reproductivo y social a través de la regulación de los cuerpos: se enmarca en la escala microbiológica del diseño y su lugar dentro de un contexto y estrategias políticas, sociales y económicas globales.